# Liste von Blindenschulen
Liste von deutschsprachigen Schulen für Blinde und Sehbehinderte, die mindestens einen Bildungsabschluss der Sekundarstufe I anbieten. (Nicht vollständig)

| Schulname                                                               | Ort                            | Einzugsgebiet                                    | Land        | Schulgründung | Höchster angebotener Schulabschluss                                                           | Anmerkungen |
| ----------------------------------------------------------------------- | ------------------------------ | ------------------------------------------------ | ----------- | ------------- | --------------------------------------------------------------------------------------------- | --- |
| Betty-Hirsch-Schule 1 an der Nikolauspflege                             | Stuttgart                      | Baden-Württemberg                                | Deutschland | 1996          | Hauptschulabschluss                                                                           | Teil der Stiftung Nikolauspflege, gegründet 1856.                                                                 |
| Paul-und-Charlotte-Kniese-Schule                                        | Berlin-Lichtenberg, 2 Filialen | Berlin                                           | Deutschland | ?             | Oberstufe bis Abitur (Grundschule sowie Sekundarstufen I und II)                              | Gemeinschaftsschule                                                                                               |
| Johann August Zeune-Schule                                              | Berlin-Steglitz                | Berlin                                           | Deutschland | 1806          | integratives Abitur in Zusammenarbeit mit der Fichtenberg-Oberschule                          | Älteste Blindenschule in Deutschland                                                                              |
| Martin-Bartels-Schule                                                   | Dortmund-Aplerbeck             | Nordrhein-Westfalen                              | Deutschland | 1928          | Hauptschulabschluss                                                                           | Blindenschule seit 1998                                                                                           |
| Louis Braille-Schule                                                    | Düren                          | Düren und Euskirchen samt Landkreisen, Umgebung. | Deutschland | 1845          | Hauptschulabschluss                                                                           | |
| Bildungszentrum für Blinde und Sehbehinderte                            | Hamburg-Winterhude             | Hamburg                                          | Deutschland | 1830          | Erster Schulabschluss (ESA) und Mittlerer Schulabschluss (MSA)                                | Schulform ist Stadtteilschule, Oberstufe bis zum Abitur in Kooperation mit der benachbarten Heinrich-Hertz-Schule |
| Schloss-Schule Ilvesheim                                                | Ilvesheim                      | Baden-Württemberg und Umgebung                   | Deutschland | 1826          | Realschulabschluss                                                                            | |
| Brandenburgische Schule für Blinde und Sehbehinderte                    | Königs Wusterhausen            | Brandenburg und Sachsen                          | Deutschland | 1951          | Abitur                                                                                        | In der DDR einzige Blindenschule, die zum Abitur führte.                                                          |
| Carl-Strehl-Schule                                                      | Marburg                        |                                                  | Deutschland | 1916          | Abitur                                                                                        | Älteste Blindenschule in Hessen.                                                                                  |
| Landesschule für Blinde und Sehbehinderte                               | Neuwied                        |                                                  | Deutschland |               |                                                                                               | |
| Von-Vincke-Schule                                                       | Soest                          | Nordrhein-Westfalen                              | Deutschland | 1847          | Realschulabschluss                                                                            | Einzige Realschule für Sehgeschädigte in NRW.                                                                     |
| Tilly-Lahnstein-Schule an der Nikolauspflege                            | Stuttgart                      | Baden-Württemberg                                | Deutschland | 1996          | Begleitung an Regelschulen möglich, Abschlüsse: Hauptschulabschluss, Mittlere Reife, FH-Reife | Teil der Stiftung Nikolauspflege, gegründet 1856                                                                  |
| Sehbehinderten- und Blindenzentrum Südbayern                            | Unterschleißheim               | Südbayern                                        | Deutschland | 1889          | Realschulabschluss                                                                            | Zwischen 1968 und 1999 nur sehbehinderte Schüler.                                                                 |
| Diesterwegschule Weimar                                                 | Weimar                         | Thüringen                                        | Deutschland | 1824          |                                                                                               | Zweitälteste Blindenschule Deutschlands                                                                           |
| Bundes-Blindenerziehungsinstitut                                        | Wien                           |                                                  | Österreich  | 1804          |                                                                                               | 1816 als k.k. Blindenerziehungsinstitut verstaatlicht.                                                            |
| Stiftung für blinde und sehbehinderte Kinder und Jugendliche Zollikofen | Zollikofen                     | Schweiz (dt. Sprachraum)                         | Schweiz     | 1837          | Sekundarstufe I                                                                               | Älteste Blindenschule der Schweiz                                                                                 |
| Graf-zu-Bentheim-Schule                                                 | Würzburg                       | Unterfranken                                     | Deutschland | 1853          | Hauptschulabschluss                                                                           | Teil der Blindeninstitutsstiftung                                                                                 |
| Schule am Dachsberg                                                     | Rückersdorf                    | Mittelfranken                                    | Deutschland | 1984          | Hauptschulabschluss                                                                           | Teil der Blindeninstitutsstiftung                                                                                 |
| Schule an der Brunnstube                                                | Regensburg                     | Oberpfalz und Niederbayern                       | Deutschland | 1990          | Hauptschulabschluss                                                                           | Teil der Blindeninstitutsstiftung                                                                                 |
| Maria-Ludwig-Ferdinand-Schule                                           | München                        | Oberbayern                                       | Deutschland | 1978          | Hauptschulabschluss                                                                           | Teil der Blindeninstitutsstiftung                                                                                 |
| Bentheim-Schule                                                         | Schmalkalden                   | Südthüringen                                     | Deutschland | 1994          | Hauptschulabschluss                                                                           | Teil der Blindeninstitutsstiftung                                                                                 |
| Bildungszentrum für Blinde und Sehbehinderte Nürnberg                   | Nürnberg                       | Bayern                                           | Deutschland | 1854          | Hauptschulabschluss, verschiedene Berufsausbildungen                                          | Träger: Blindenanstalt Nürnberg e. V.                                                                             |